# Tisbe gracilipes
Tisbe gracilipes is een eenoogkreeftjessoort uit de familie van de Tisbidae. De wetenschappelijke naam van de soort is voor het eerst geldig gepubliceerd in 1912 door Scott T..